# Walter Alarcón
Walter Alarcón (Buenos Aires, 8 de enero de 1963) es un dibujante argentino de cómics vinculado principalmente a la editorial Columba, aunque también trabajó en otras editoriales llegando con ayuda de Chuck Dixon al mercado internacional dentro de la compañía neoyorquina CrossGen. Alarcón y su colega el también artista Rubén Meriggi fueron los fundadores del estudio Drakkar II.

## Biografía
Walter Alarcón nació en Capital federal, Argentina, el 8 de enero de 1963. Desde temprana edad comenzó a interesarse por la historieta, siendo sus primeras lecturas, las revistas infantiles de apoyo escolar, Anteojito y Billiken. En Billiken leía la serie Marvo Luna, de Héctor Oesterheld y Solano López. Posteriormente se interesaría por las revistas de Editorial Novaro.
Cuando rondaba los 12 años, tras beber de un río agua no apta para el consumo, contrajo tifus y debió ser hospitalizado. Durante su estadía en el hospital, un compañero de cuarto del mismo hospital, tras ser dado de alta, le obsequió a Alarcón, el cual debía permanecer un tiempo más internado, unos cuantos ejemplares de las revistas El Tony, Fantasía, D’artagnan e Intervalo, Allí comenzó su vinculación con las historietas de Columba.
Tras haber comenzado a coleccionar las revistas de Columba, al año siguiente decide conocer a algunos de sus dibujantes y se dirige a la editorial donde es recibido por el director de arte de la empresa, Antonio Presa, el cual, luego de examinar su carpeta colegial siente interés por los dibujos de Alarcón y le propone colaborar con Enio, uno de los artistas de la editorial.
Debido a que Alarcón cursaba el primer año de la secundaria y no estudiaba dibujo profesionalmente en ese momento, Presa le sugiere estudiar a través del texto  El dibujo de la figura en todo su valor, de Andrew Loomis y continuar visitándolo en la editorial para poder ver sus progresos en el dibujo.
Water Alarcón comienza entonces a trabajar junto a Enio, tarea en la que pone todo su empeño al punto de abandonar por ese año sus estudios secundarios. Si bien debió retomar el colegio en horario nocturno al año siguiente, al menos ya había conseguido un trabajo.
En la secundaria conocería a Rubén Meriggi quien casualmente estaba colaborando con Columba realizando los lápices de algunas de sus series. Años más tarde, tras haber presentado nuevos trabajos en Columba, Presa consideró la posibilidad de que Alarcón fuese asistente de Ricardo Villagrán en el estudio Nippur IV acuerdo que culminaría al enterarse de que Alarcón conocía a Meriggi y junto a él, Alarcón tuvo la posibilidad de montar su propio estudio, fundando Drakkar II.

## Historietas y editoriales
Alarcón realizó diversas historietas dentro de Columba como Rodwin de las Galias, Wolf, Ciborg, Aar, Historias del mañana, unitarios de ciencia ficción, adaptaciones de libros y mucho más, contando con la posibilidad de dibujar argumentos escritos por Armando Fernández, Ricardo Ferrari, Jorge Morhain, Walter Slavich y Douglas Moore.
Su trabajo en otras editoriales incluyó a Cielosur Editora, Thalos, Ediciones Récord e incluso para Operación Jajá. Asimismo colaboró en la revista El Historietista de Walter Vázquez Magma y para DC Comics Argentina.
Alarcón por otra parte, siempre mantuvo una estrecha relación de amistad y profesional con los hermanos Villagrán. Enrique Villagrán que además de dibujante era agente de dibujantes argentinos en el exterior, lo animó a que presentase sus trabajos en USA. Luego de haber presentado sus obras en la empresa SQP de New Jersey, fue Chuck Dixon quien se interesó por su labor siendo uno de sus últimos cómics a dibujar, la serie Meridian, una serie de ciencia ficción protagonizada por una joven llamada Sephie.